# Zefevazia cantisanii
Zefevazia cantisanii is een keversoort uit de familie cognackevers (Bolboceratidae). De wetenschappelijke naam van de soort werd in 1976 gepubliceerd door Antonio Martínez.